# عصية متمسكة أدرياتيكية
عصية متمسكة أدرياتيكية (الاسم العلمي: Tenacibaculum adriaticum) هي نوع من البكتيريا، سلبية الغرام، تتبع جنس عصية متمسكة.